# AN-HITORI
『AN-HITORI』（アナヒトリ）は、2012年10月1日から2014年9月26日まで毎週月曜から金曜 15:00 - 16:00（JST）に青森放送（RABラジオ）で放送されていたラジオ番組である。
『あおもりTODAY』の15時台を独立させる形でスタートした帯番組で15:00まで放送の『あおもりTODAY』がRABラジオBスタジオからの生放送であったのに対し、本番組の放送はAスタジオで行われていた。
パーソナリティは青森放送の女性アナウンサーたちが日替わりで務めていたが、誰が担当するのかは番組がスタートするまで公表されなかった。放送第1回では上野由加里が担当した。
番組中に流される楽曲は、基本的に各回の担当者が選曲したものであったが、リスナーからのリクエストも受け付けていた。リスナーからのメッセージについては、Eメールとファックスのみで受け付けていた。

## タイムテーブル
- 15:00 - オープニング
- 15:05 - info東奥[2] → インフォメーション東奥[3]
- 15:15 - りんご生産情報[3]（夏季から秋季の期間限定コーナー）
- 15:25 - ラジオインフォメーション[2]
- 15:35 - 快適生活ラジオショッピング（火曜以外）、はぴねすくらぶラジオショッピング（火曜）[2]
- 15:55 - エンディング